# Amt Suhl
Das Amt Suhl war eine Verwaltungseinheit des 1806 in ein Königreich umgewandelten Kurfürstentums Sachsen und gehörte zur Grafschaft Henneberg. Zwischen 1660 und 1718 gehörte das Amt zum albertinischen Sekundogenitur-Fürstentum Sachsen-Zeitz.
Bis zur Abtretung an Preußen 1815 bildete es als sächsisches Amt den räumlichen Bezugspunkt für die Einforderung landesherrlicher Abgaben und Frondienste, für Polizei, Rechtsprechung und Heeresfolge.

## Geographische Ausdehnung
Das Gebiet des Amts Suhl gehört historisch zum Henneberger Land. Das Amtsgebiet mit der Stadt Suhl lag in einem in Südrichtung langgezogenen Tal (minimal 380 m über NN) der Werranebenflüsse Lauter und Hasel am Süd- bis Westrand des Thüringer Waldes. Die Stadt Suhl ist von Bergen zwischen 650 und 983 m Höhe umgeben.
Im Nordosten grenzte das Amtsgebiet direkt an den Rennsteig und Nebengipfel des Großen Beerberges (983 m) und des Schneekopfes (978 m). Der Ort Goldlauter grenzt östlich direkt an den Goldlauterberg (866 m), der den Übergang vom Schneekopf zum östlichen Großen Finsterberg (944 m) darstellt.
Das ehemalige Amtsgebiet liegt heute im Süden von Thüringen und gehört komplett zum Gebiet der kreisfreien Stadt Suhl.

## Angrenzende Verwaltungseinheiten
| | Amt Schwarzwald (Herzogtum Sachsen-Gotha(-Altenburg))                                                                | |
| Amt Kühndorf (Grafschaft Henneberg, nach 1660 zum Fürstentum Sachsen-Zeitz, 1718 zu Kursachsen, 1815 zu Preußen) | Kompassrose, die auf Nachbargemeinden zeigt                                                                          | Amt Schleusingen (Grafschaft Henneberg, nach 1660 zum Fürstentum Sachsen-Zeitz, 1718 zu Kursachsen, 1815 zu Preußen) |
| | Amt Schleusingen (Grafschaft Henneberg, nach 1660 zum Fürstentum Sachsen-Zeitz, 1718 zu Kursachsen, 1815 zu Preußen) | |

## Geschichte

### Zugehörigkeit zur Grafschaft Henneberg
Unterlagen des Klosters Fulda nennen zwischen 900 und 1155 wiederholt einen Ort Sulaha. Seit etwa 1100 gehörte das Gebiet den Grafen von Henneberg. 1274 erfolgte  die Teilung der Grafschaft Henneberg in drei Linien. Die Gegend um Suhl kam an die  Schleusinger Linie der Grafen von Henneberg.
Die erste gesicherte urkundliche Erwähnung von Suhl datiert aus dem Jahr 1318. Die ältesten Eisenhämmer Suhls werden 1363 bis 1365 genannt. Damit wird eine vorangehende Tradition des Eisenerzbergbaus belegt, die bis um die Mitte des 13. Jahrhunderts zurückreicht. 1527 bestätigten die gefürsteten Grafen von Henneberg-Schleusingen Suhls städtische Rechte und Statuten. 1553 wurde Suhl als Bergstadt bezeichnet, was der Stadt Rechte und Pflichten als Sitz der Bergverwaltung und der Berggerichtsbarkeit zubilligt.
Graf Wilhelm IV. von Henneberg-Schleusingen führte 1544 die Reformation an. Geldmangel führte zu einer Schuldverschreibung an das wettinische Sachsenhaus, da im katholischen Franken kein Partner gefunden werden konnte.
Am 1. September 1554 wurde im Rathaus zu Kahla zwischen den ernestinischen Herzögen Johann Friedrich II., Johann Wilhelm I. und Johann Friedrich III. der Jüngere, sowie den Grafen Wilhelm, Georg Ernst und Popo von Henneberg die ernestinisch-hennebergische Erbverbrüderung beschlossen.

### Zugehörigkeit zum Kurfürstentum Sachsen
Der Kahlaer Vertrag mit den Wettinern sah die Übernahme Hennebergs durch Sachsen bei kinderlosem Ableben der Henneberger Linie vor. Dieser Fall trat mit dem Tod des letzten Grafen von Henneberg-Schleusingen, Georg Ernst, im Jahr 1583 ein.
Nach dem Aussterben der gefürsteten Grafen von Henneberg kamen 7/12 der hennebergischen Besitzungen an die Ernestiner, die aber zunächst mit den übrigen 5/12 der Albertiner in gemeinsamer Verwaltung mit Sitz in Meiningen blieben. Die Herrschaft Schmalkalden geriet an die Landgrafschaft Hessen-Kassel.
Da sich Ernestiner und Albertiner nicht über die Erbschaft einigen konnten, wurde die Grafschaft Henneberg 1660/61 aufgelöst. Im Sächsischen Teilungsvertrag von 1660 fielen 5/12 der Grafschaft Henneberg an die Albertiner. Dies betraf die Ämter Schleusingen, Suhl und  Kühndorf, welche nun als Exklaven dem 1657 gegründeten albertinischen Sekundogenitur-Fürstentum Sachsen-Zeitz angegliedert wurden. Nach dem Erlöschen der Linie Sachsen-Zeitz im Jahr 1718 fielen die Ämter Schleusingen, Suhl und  Kühndorf an das Kurfürstentum Sachsen.
Die Grafschaft Henneberg gehörte bis 1806 dem Fränkischen Reichskreis an. Sie besaß eine Brückenfunktion zwischen Franken und dem thüringisch/sächsischen Raum.

### Zugehörigkeit zu Preußen
In Folge der Niederlage des Königreichs Sachsen wurden auf dem Wiener Kongress im Jahr 1815 Gebietsabtretungen an das Königreich Preußen beschlossen, was u. a. den kursächsischen Anteil der ehemaligen Grafschaft Henneberg mit seinen drei Ämtern betraf.
Das Amt Suhl wurde 1821 endgültig aufgelöst und dem Kreis Henneberg mit der Kreisstadt Schleusingen angegliedert. Das später in Kreis Schleusingen umbenannte Gebiet war nun eine preußische Exklave, welche zum Regierungsbezirk Erfurt der Provinz Sachsen gehörte. Es vereinte bis zu seiner Auflösung im Jahr 1945 die Orte der ehemaligen kursächsischen Ämter Schleusingen, Suhl und  Kühndorf und die ehemalige Exklave Schwarza (Thüringer Wald) der Grafschaft Stolberg. Mit Wirkung vom 1. Juli 1929 wurde Suhl Kreisstadt und das Landratsamt von Schleusingen nach Suhl verlegt.

### Nachfolger des Kreises Schleusingen nach 1945
Mit Auflösung der preußischen Bezirksregierung in Erfurt wurde der Landkreis Schleusingen mit der Kreisstadt Suhl im Jahr 1945 in das Land Thüringen eingegliedert und 1946 in Landkreis Suhl umbenannt.
1952 wurde Suhl nach Auflösung der Länder in der DDR Bezirkshauptstadt und blieb dies bis zur Wiedervereinigung 1990.
Durch die Kreisreformen in der DDR von 1952 entstand der neue Kreis Suhl, in welchem der Landkreis Suhl mit Ausnahme der Orte Vesser, Schmiedefeld am Rennsteig und Stützerbach (alle zum Kreis Ilmenau) komplett aufging. Dazu kamen noch Gehlberg aus dem Landkreis Arnstadt, Oberhof aus dem Landkreis Gotha und die ehemals bis 1936 kreisfreie Stadt Zella-Mehlis (Landkreis Meiningen).
Seit dem 12. Mai 1967 ist Suhl kreisfreie Stadt, wodurch der Kreissitz des nun Kreis Suhl-Land genannten Gebiets nach Zella-Mehlis verlegt wurde.
Mit der Kreisreform 1994 in Thüringen kam der südöstliche Teil des Landkreises (Großteil des ehemaligen Amts Schleusingen mit der Stadt Schleusingen) zum Landkreis Hildburghausen, der nordwestliche Teil (Großteil des Amts Kühndorf) kam zum Landkreis Schmalkalden-Meiningen und die Gemeinde Gehlberg zum Ilm-Kreis. Orte, die direkt an die Stadt Suhl grenzten, wurden dorthin eingemeindet. Suhl blieb eine kreisfreie Stadt.

## Bestandteile
Städte
- Suhl

Flecken
- Heinrichs

Amtsdörfer
- Albrechts
- Goldlauter (1519 gegründet)
- Heidersbach (1706 gegründet)

Weiterer Besitz
- Rittergut Aschenhof
- Rittergut Linsenhof
- 37 im Stadtgebiet nachgewiesene Mühlenstandorte.[1]

## Oberamtmänner, Amtshauptmänner, Oberaufseher
- 1649: Ludwig Ernst Marschall
- 1661–1671: Carl Christian Förster
- 1671–1693: Otto Zastro